# 高道村
高道村（たかみちむら）は、熊本県の北部、玉名郡にかつてあった村。

## 歴史
- 1889年4月1日 - 高道上村山下山村浜田閑村が合併し高道村が成立。
- 1955年4月1日 - 睦合村、大野村、鍋村と合併し岱明村となる。

## 学校
- 高道村立高道小学校